# Thambema amicorum
Thambema amicorum is een pissebed uit de familie Thambematidae. De wetenschappelijke naam van de soort is voor het eerst geldig gepubliceerd in 1912 door Thomas Roscoe Rede Stebbing.